# Augusta (Kansas)
Augusta è un comune (city) degli Stati Uniti d'America della contea di Butler nello Stato del Kansas. La popolazione era di 9,274 persone al censimento del 2010.

## Geografia fisica
Augusta è situata a 37°41′33″N 96°58′48″W (37.692425, -96.979886).
Secondo lo United States Census Bureau, ha un'area totale di 4.75 miglia quadrate (12.30 km²).

## Storia

### XIX secolo
Le confluenze dei fiumi Whitewater e Walnut erano abitanti dalla tribù dei Osage, che trovarono il terreno ideale per la caccia e per la pesca.
Nel 1868, C. N. James si stabilì nell'area e costruì una capanna di tronchi utilizzata come negozio di alimentari ed emporio. Nello stesso periodo, un ufficio postale fu istituito nell'insediamento e C. N. James assunse la carica di direttore, decise di chiamare così la città in onore di sua moglie, Augusta James.
Nel 1877, la Florence, El Dorado, and Walnut Valley Railroad costruì una diramazione da Florence ad El Dorado. Nel 1881 fu estesa a Douglass, e successivamente ad Arkansas City. La linea ferroviaria fu poi affittata e gestita dalla Atchison, Topeka and Santa Fe Railway. Il servizio ferroviario da Florence ad El Dorado è stato abbandonato nel 1942. La diramazione originariamente collegava Florence, Burns, De Graff, El Dorado, Augusta, Douglass, Rock, Akron, Winfield, Arkansas City.

### XX secolo
La scoperta del petrolio e del gas naturale nella contea di Butler ha portato un'ulteriore crescita e fu un'importante fonte di lavoro per molti anni. La chiusura della raffineria Mobil nel 1983 ha segnato un cambiamento nel commercio di Augusta.

### XXI secolo
Nel 2010, il Keystone-Cushing Pipeline (Fase II) è stato costruito circa 1.5 miglia ad ovest di Augusta, da nord a sud attraverso la contea di Butler, con molte polemiche sulle tasse fiscali e per le preoccupazioni ambientali (se si verifica un caso di perdita).

## Società

### Evoluzione demografica
Secondo il censimento del 2010, c'erano 9,274 persone.

### Etnie e minoranze straniere
Secondo il censimento del 2010, la composizione etnica della città era formata dal 94,2% di bianchi, lo 0,4% di afroamericani, l'1,3% di nativi americani, lo 0,6% di asiatici, lo 0,1% di oceanici, l'1,1% di altre razze, e il 2,3% di due o più etnie. Ispanici o latinos di qualunque razza erano il 4,0% della popolazione.